# Союз юных фашисток — Авангард
«Союз юных фашисток — Авангард» — женская молодёжная организация Всероссийской фашистской партии (ВФП), созданная 28 июня 1934 года в Харбине, в которой могли состоять девушки и девочки русской национальности в возрасте от 10 до 16 лет. Организация действовала в соответствии с «Уставом Союза юных фашисток».
Основная цель, декларировавшаяся «Союзом» — подготовка национально-мыслящих русских девушек и девочек к ответственному национальному служению на началах религии, нации и труда.
Идеология и тактика «Союза» всецело определялись идеологией и тактикой Всероссийской фашистской партии. Для вступления в «Авангард» необходимо было поручительство одного из членов «Авангарда» или ВФП.
Союз разделялся на две группы: младшую (10—13 лет) и старшую (13—16 лет). Каждая группа разделялась на два разряда: 2-й разряд — юные фашистки, 1-й разряд — авангардистки. По достижении 16 лет члены «Союза юных фашисток» переходили в «Союз фашистской молодёжи».
Минимальной структурной единицей «Союза юных фашисток» были очаги (группа в 5 чел.); очаги определённого территориального района образовывали район, районы определённого пригорода или группы пунктов образовывали отдел.
В «Союзе» существовали должности старшей очага, старшей района и старшей отдела. Во главе «Союза юных фашисток» стояла начальница юных фашисток, назначаемая главой ВФП, остальные начальницы назначались распоряжением партии. Руководителем союза же была Мария Рычкова, что в дореволюционное время руководила лучшими детскими садами Москвы.
Форма авангардисток состояла из белой блузы с чёрным бантом на груди и чёрной юбки.
28 февраля 1941 года организация переименована в «Союз русских девушек».

## Руководство
- Мария Рычкова